# Raimundo de Losana
Raimundo de Losana o don Remondo (Losana de Pirón, Segovia, ? - Sevilla, c. 1288) fue un eclesiástico castellano, obispo de Segovia y arzobispo de Sevilla.

## Biografía
Nacido en Segovia, probablemente en la aldea próxima a la ciudad de Losana de Pirón, fue hijo de Hugo de Losana y de Ricarda;
Fernando Velázquez, que después sería también obispo de Segovia, fue su hermano. 
En sus tiempos de escolar le sacó un ojo a uno de sus hermanos, y como penitencia marchó a Roma, donde hizo sus estudios.
De regreso en España fue favorecido por la reina Berenguela, sirviendo al rey Fernando III como notario, consejero y confesor; en 1249 fue nombrado obispo de Segovia. 
Tras la muerte del rey sirvió a su hijo Alfonso X; en 1259 era coadjutor de Felipe de Castilla, que a pesar de ser lego había sido nombrado arzobispo de Sevilla, y cuando éste renunció a la sede para casarse con Cristina de Noruega, Raimundo le sucedió, permaneciendo al frente de la archidiócesis hasta su muerte, ocurrida en 1286 o 1288.
Sepultado en la catedral de Sevilla, algunos autores afirman que poco después fue trasladado a la parroquia de San Gil de Segovia, donde fue hallado en 1668 cuando la iglesia fue derribada en busca de las reliquias de San Jeroteo. Otros dicen que el sepulcro que se halla en Segovia es de sus padres, y que los restos de Raimundo siguen en Sevilla.

## Memoriales en Sevilla
Raimundo de Losana cuenta con una estatua en el Monumento a San Fernando situado en la plaza Nueva de Sevilla, con el nombre de Don Remondo. Tiene rotulada una calle en Sevilla con el nombre de Don Remondo.

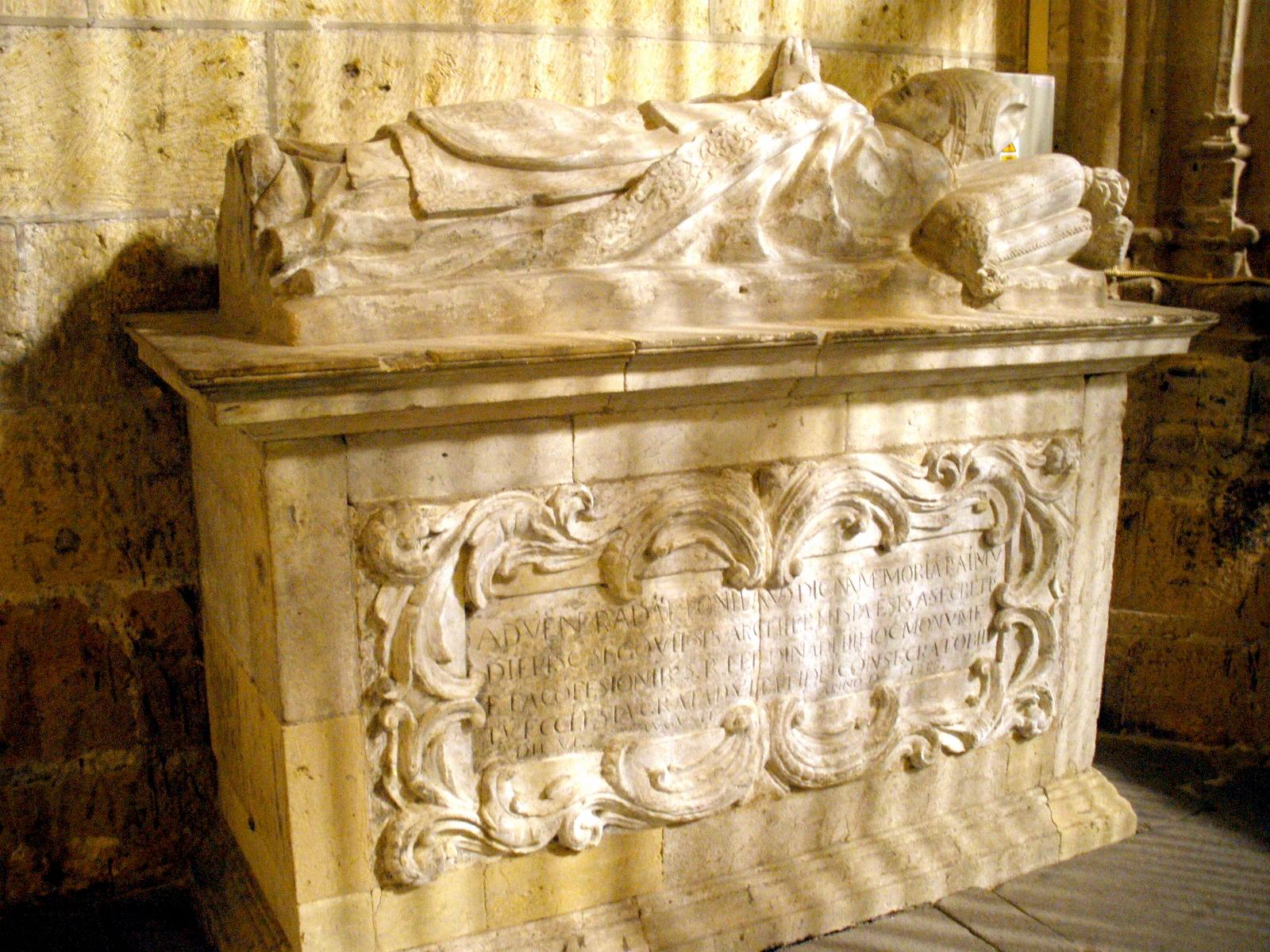
Sepulcro de Raimundo de Losana en la capilla del Cristo del Consuelo de la catedral de Segovia.

| Predecesor: Rodrigo            | Obispo de Segovia 1249 - 1259    | Sucesor: Martín       |
| Predecesor: Felipe de Castilla | Arzobispo de Sevilla 1259 - 1288 | Sucesor: Ferrán Pérez |